# Разъезд 71 (Алматинская область)
Разъезд 71 — разъезд в Алатауском районе, города Алматы, Казахстан. Код КАТО — 195233900.

## Население
В 1999 году население разъезда составляло 220 человек (105 мужчин и 115 женщин). По данным переписи 2009 года, в разъезде проживало 356 человек (180 мужчин и 176 женщин).